# 哥伦布广场站
哥伦布广场站（德語：U-Bahnhof Kolumbusplatz）是一座慕尼黑地铁1、2和7号线位于坳-海德豪森的一座车站。